# Christof Trepesch

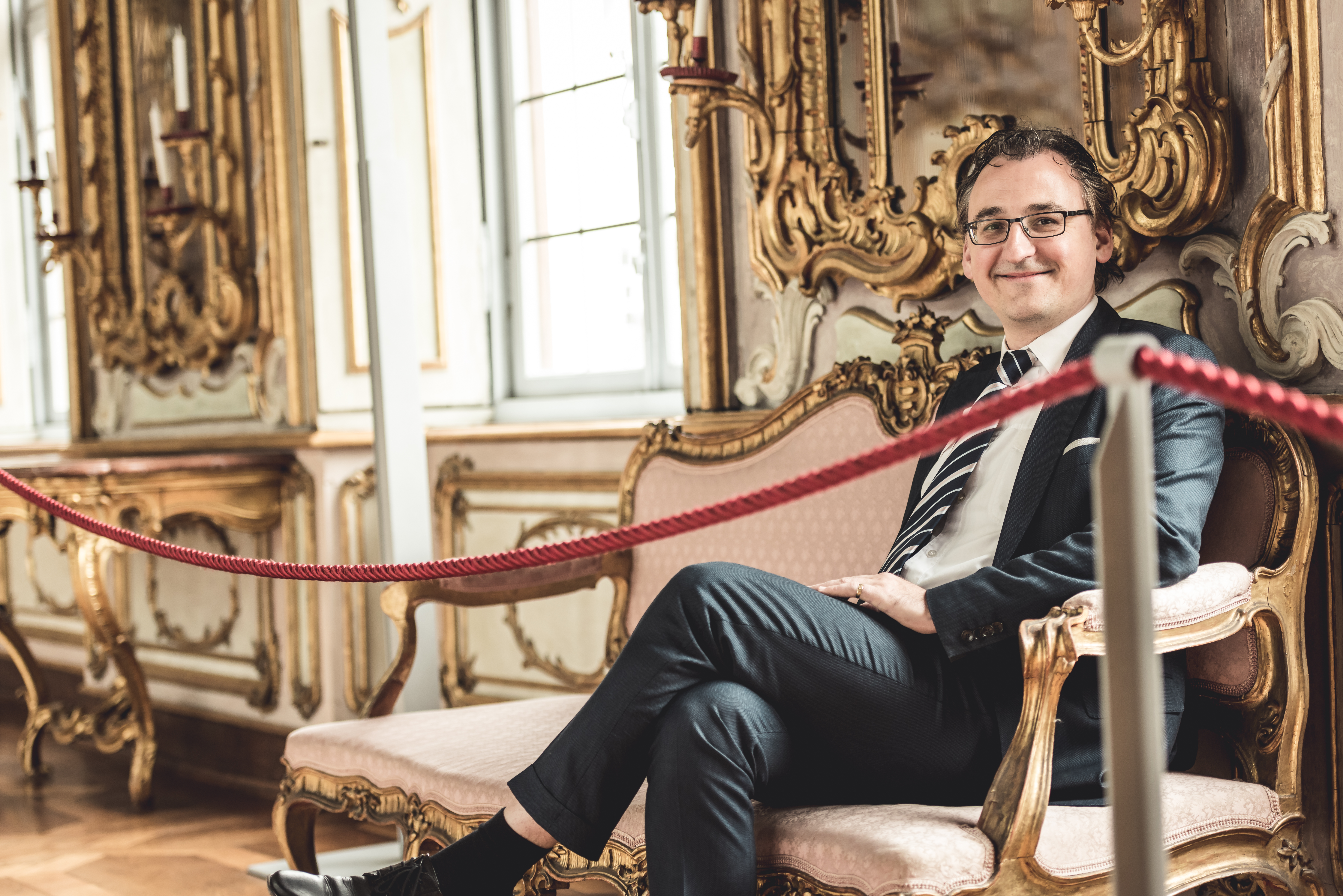
Christof Trepesch im Festsaal des Schaezlerpalais in Augsburg, 2016

Christof Trepesch (* 1967 in Neunkirchen (Saar)) ist ein deutscher Kunsthistoriker und Museumsdirektor.

## Werdegang
Nach dem Abitur am Krebsberggymnasium in Neunkirchen studierte Christof Trepesch von 1987 bis 1993 an der Universität des Saarlandes in Saarbrücken Kunstgeschichte, Klassische Archäologie und Vor- und Frühgeschichte. 1993 wurde er bei Lorenz Dittmann mit der Arbeit „Studien zur Dunkelgestaltung der deutschen spätgotischen Skulptur“ promoviert. Von 1994 bis 1996 absolvierte er ein wissenschaftliches Volontariat am Saarlandmuseum Saarbrücken, dem seine Tätigkeit in der wissenschaftlichen Inventarisation folgte. Von 1998 bis 2002 war er als Kustos der Alten Sammlung des Saarlandmuseums tätig. Im Jahre 2003 leitete er als kommissarischer Direktor des Saarlandmuseums und Vorstand der Stiftung Saarländischer Kulturbesitz den größten saarländischen Museumsverbund.
Seit 2004 ist Trepesch Leitender Museumsdirektor der Kunstsammlungen & Museen Augsburg, dem zweitgrößten kommunalen Museum in Bayern, und ist für deren acht Häuser und Institutionen verantwortlich. Lehrbeauftragter war und ist er an den Universitäten in Saarbrücken, Freiburg und Augsburg.
In seiner Amtszeit wurden die Besucherzahlen der Kunstsammlungen & Museen Augsburg von 112.926 im Jahr 2004 auf 322.713 im Jahr 2019 verdreifacht. Er zeichnet verantwortlich für die Renovierung und Neukonzeption des Schaezlerpalais mit der Deutschen Barockgalerie und der Kunstsammlung der Karl und Magdalene Haberstock-Stiftung (2004–2006), die Neueinrichtung und Gründung des Zentrums für Gegenwartskunst im Glaspalast mit der Staatsgalerie Moderne Kunst (2006), die Neukonzeption des Maximilianmuseums (2007 Bayerischer Museumspreis), die Neueröffnung des Grafischen Kabinetts im Höhmannhaus (2011) und die Neueinrichtung des Depots der Stadtarchäologie im AKS-Zentrum (2017) sowie die Neukonzeption des Leopold-Mozart-Hauses (2020).
Auf Trepeschs Initiative gehen zahlreiche neue Ausstellungsformate und Veranstaltungsreihen zurück. Darunter fällt die kulturelle Kooperation im Rahmen der Deutsch-Tschechischen Kulturtage „Dialog“ mit der Augsburger Partnerstadt Liberec/Reichenberg, die „Homestories“, ein Mitmachformat für Augsburger Bürgerinnen und Bürger, die ihre privaten Kunstschätze zeigen, und die „Kunstsprechstunde“, in der Kunstexperten Kunstwerke kostenlos schätzen.
Unter seiner Ägide fanden in Augsburg zahlreiche erfolgreiche Ausstellungen und internationale Kooperationsprojekte statt, darunter „Als Frieden möglich war – 450 Jahre Augsburger Religionsfrieden“ (2005), „Chile und Moritz Rugendas“ (2007), „Zarensilber“ (2008), die Beteiligung an der Bayerischen Landesausstellung „Bayern und Italien“ (2010), „Paul Klee – Mythos Fliegen“ (2013/14), „Jaume Plensa. The Secret Heart“ (2014), „Rendezvous der Künstler. Sammlung Helmut Klewan“ (2016), „Beyond the Medici – the Haukohl Family Collection“ (2018), „Maximilian I. Kaiser, Ritter, Bürger zu Augsburg“ (2019), und „Kunstschätze der Zaren. Meisterwerke aus Schloss Peterhof“ (2019/20). Er initiierte den gemeinsamen Ankauf mit der Stiftung Preußischer Kulturbesitz des so genannten „Kleinen Klebebandes“ mit über 120 Altmeister-Handzeichnungen (darunter auch von Hans Holbein d. Ä.) im Jahre 2011 sowie den Erwerb der beiden Puttenfiguren von Hans Daucher aus St. Anna (2019) und den Ankauf eines bedeutenden Konvoluts an Hinterglasgemälden aus der Sammlung Gisela und Wolfgang Steiner (2022), letztere jeweils mit Unterstützung der Kulturstiftung der Länder, der Ernst von Siemens Kunststiftung sowie durch die Beauftragte der Bundesregierung für Kultur und Medien.
Seit 2016 ist Trepesch Vorstand der Arbeitsgemeinschaft der Museen in Bayern, ferner Vorstandsmitglied in der Rhomberg-Stiftung und bei den Freunden der Kunstsammlungen & Museen Augsburg e. V. Christof Trepesch ist Preisträger des Kreativ-Preises des Bundes der Steuerzahler in Bayern 2023.

## Ausstellungen (Auswahl)
- Gartenkunst in Saarbrücken (1999)
- Ottweiler Porzellan (2000)
- Kultur des Biedermeier. Der Maler Louis Krevel (2001)
- Alexander Archipenko und seine Erben, Kiew, Nationalmuseum (2003)
- Als Frieden möglich war. 450 Jahre Augsburger Religionsfrieden (2005)
- Johann Moritz Rugendas und Chile, Museo Nacional de Bellas Artes, Santiago de Chile (2007)[2]
- Irdische Paradiese. Meisterwerke aus der Kasser Art Foundation (2008)
- Free Imperial City of Augsburg – Centuries of Majesty, Staatliche Kulturhistorische Museen Moskauer Kreml (2009)
- Entdeckungen. Malerei des 19. Jahrhunderts aus dem Bestand der Kunstsammlungen und Museen Augsburg, Liberec, Oblastní galerie (2009)
- Max Kaminski trifft Guglielmi (2011)
- Johann Heinrich Schönfeld. Maler von Welt, Salzburg, Barockmuseum (2011)
- „eine andere Art von Malerey“ Hinterglasgemälde und ihre Vorlagen (2012)
- Paul Klee. Mythos Fliegen (2013)
- Albrecht Dürer. Das druckgrafische Werk (2013)
- Jaume Plensa. The secret Heart/Das Geheimherz (2014/15)
- Rendezvous der Künstler. Meisterwerke aus der Sammlung Klewan (2016)
- Ein Kaufmann als Kunstfreund. Die Gemäldesammlung des Hermann Hugo Neithold (2016)
- Bolihua. Historische Hinterglasmalerei aus China (2017)[3]
- Vincenz Janke 1769–1838. Hinterglasbilder, Nordböhmisches Museum Liberec (2017)[4]
- Im Schatten der Medici. The Haukohl Family Collection (2018)[5]
- Magie vom Dach der Welt. Der tibetische Kulturraum im Spiegel der Kunst (2019)[6]
- Kunstschätze der Zaren. Meisterwerke aus Schloss Peterhof (2019)[7]
- Vorsicht zerbrechlich. Hinterglasgemälde aus vier Jahrhunderten im Schaezlerpalais Augsburg (2022)[8]

## Publikationen
- Studien zur Dunkelgestaltung in der deutschen spätgotischen Skulptur. Begriff, Darstellung und Bedeutung des Dunkels (= Europäische Hochschulschriften, Reihe 28, Kunstgeschichte Bd. 210), Frankfurt am Main, Berlin, Bern, New York, Paris, Wien 1994 (Dissertation Saarbrücken 1993).
- Vitalität als Gestaltungsform in der spätgotischen Skulptur, in: Zeitschrift für Ästhetik und Allgemeine Kunstwissenschaft 41, 1996, S. 281–312.
- Zum Leben und Werk des Bildhauers Jacques Pierrard de Coraille (um 1670–1724/25), in: Zeitschrift für die Geschichte der Saargegend 46, 1998, S. 25–66.
- Kultur des Biedermeier. Der Maler Louis Krevel, Saarland Museum, Katalog anlässlich der gleichnamigen Ausstellung im Wechselausstellungspavillon vom 19. August 2001 bis 11. November 2001, Worms 2001.
- Das Schaezlerpalais und die Deutsche Barockgalerie (= Augsbuch 7), Augsburg 2006.
- Von der repraesentatio zum Landschaftsbild. Die beiden Schaezlerschen Stadtgärten im Augsburg des späten 18. und beginnenden 19. Jahrhunderts, in: Lorenz Dittmann, Christoph Wagner, Dethard von Winterfeld (Hrsg.): Sprachen der Kunst. Festschrift für Klaus Güthlein zum 65. Geburtstag. Worms 2007, S. 187–198.
- Horst Keßler: Karl Haberstock. Umstrittener Kunsthändler und Mäzen. Deutscher Kunstverlag, München/Berlin 2008, ISBN 978-3-422-06779-0.
- „...die verkehrte Art die Farbe aufzutragen“. Ein Bestandskatalog der Hinterglasbilder der Kunstsammlungen und Museen Augsburg, Augsburg 2008.
- Alexander Archipenko und die Zwanziger Jahre – (Aus)-Formungen des Leiblichen, in: Ars et Scientia. Kunst und Wissenschaft. Staatliche Iwan Franko-Universität Zhytomyr, Zhytomyr 2015, S. 76–79.
- Wolfgang Steiner (Hrsg.): Goldglanz und Silberpracht. Hinterglasmalerei aus vier Jahrhunderten. (zur Ausstellung im Schaezlerpalais in Augsburg vom 11. Sep. bis 15. November 2015), Deutscher Kunstverlag, Berlin/München 2015, ISBN 978-3-422-07339-5.
- (Hrsg.): Die Deutsche Barockgalerie im Schaezlerpalais: Meisterwerke der Augsburger Sammlung. Deutscher Kunstverlag, Berlin/München 2016, ISBN 978-3-422-07337-1.
- Zum Stil des Vincenz Jahnke, in: Lubos Kafka, Bohunka Krámská, Wolfgang Steiner und Christof Trepesch (Hrsg.): Vincenz Jahnke 1769–1838. Podmalby na skle / Hinterglasbilder, Liberec 2018, S. 85–90.
- mit Thomas Elsen (Hrsg.): Max Kaminski. Das malerische und zeichnerische Werk, Köln 2018
- Des Fürsten Plaisir: Die nassau-saarbrückische Porzellanmanufaktur in Ottweiler, in: Roland Mönig (Hrsg.): Wilhelm Heinrich von Nassau-Saarbrücken, Staatsmann, Feldherr, Städtebauer, Alte Sammlung Saarlandmuseum, 27. Oktober 2018 bis 24. Februar 2019, S. 41–45.
- Joanas Welt / Joanas World, In: Joana Vasconcelos. Galerie Scheffel, Jakobshallen, 28. April 2017 bis 21. Oktober 2017, Köln 2019, S. 20–26.
- mit Julia Quandt (Hrsg.): Kunstschätze der Zaren. Meistwerke aus Schloss Peterhof, Kunstsammlungen und Museen Augsburg, Schaezlerpalais, 15. Dezember 2019 bis 15. März 2020, München, Berlin 2019.
- mit Christoph Emmendörfer (Hrsg.): Dressed for success. Matthäus Schwarz. Ein Augsburger Modetagebuch des 16. Jahrhunderts. Sandstein Verlag, Dresden 2020, ISBN 978-3-95498-589-0.
- mit Christoph Emmendörfer (Hrsg.): 450 Jahre Elias Holl (1573–1646). Meister Werk Stadt. Imhof, Petersberg 2023, ISBN 978-3-7319-1358-0.